# 沙恩·比柏
沙恩·羅伯特·比柏（英語：Shane Robert Bieber，1995年5月31日—），為美國職棒大聯盟的投手，目前效力於多倫多藍鳥，先前曾效力於克里夫蘭守護者。他於2018年登上大聯盟。2019年入選明星賽。

## 職業生涯
比柏先從短期1A開季，他在短期1A投了24局，防禦率僅0.38。2017年，他在1A、高階1A及2A合計拿下10勝5敗，防禦率2.86。
2018年–2019年
2018年5月25日，比柏在3A投出了7局的無安打比賽。5月31日，印地安人將他升上大聯盟。菜鳥年他投出11勝5敗，防禦率4.55，另投出115次三振。
2019年上半季，比柏投出7勝3敗，防禦率3.54的成績。他也首次入選明星賽。他在明星賽第5局登板，投了1局飆出3次三振。最後他拿下2019年明星賽的MVP。整年比柏拿下15勝8敗，並送出259次三振。
2020年
2020年7月24日，比柏在開幕戰送出14次三振，寫下了印地安人隊史新紀錄。下一場先發他主投8局送出13次三振，他也追平1954年Karl Spooner在例行賽締造的前兩場比賽先發的三振紀錄。
這年他拿下8勝1敗，防禦率1.63，並送出122次三振。拿下該年美聯投手三冠王，也入選年度第一隊。不過他在美聯外卡賽第一場先發面對洋基，僅投4.2局便失7分黯然吞敗。

## 參看
- 美國職棒大聯盟勝投王
- 美國職棒大聯盟防禦率王
- 美國職棒大聯盟三振王

## 外部連結
- 球員資訊和成績在MLB ，ESPN ，Retrosheet ，Baseball Reference ，Baseball Reference (Minors) ，Fangraphs ，The Baseball Cube （英文）